# Portada/article juny 17

## Raffaello Sanzio
Raffaello Sanzio, Rafael d'Urbino, o simplement Rafael, (Urbino, actual Itàlia, 6 d'abril de 1483 – Roma, 6 d'abril de 1520) fou un pintor i arquitecte italià de l'alt renaixement. És cèlebre per la perfecció i gràcia de les seves pintures i dibuixos. Juntament amb Miquel Àngel i Leonardo da Vinci forma la tradicional trinitat de grans mestres del període.
La seua carrera es divideix de manera natural en tres fases i tres estils, descrits inicialment per Giorgio Vasari: els seus primers anys a Úmbria; el període posterior de quatre anys a Florència (1504-1508), on va absorbir les tradicions artístiques de la ciutat; i finalment el seu darrer i triomfal període de dotze anys a Roma, treballant per als papes i llur cort.